# Кин, Дон
Дональд Майкл (Дон) Кин (англ. Donald Michael (Don) Keane; 12 ноября 1930, Перт — 10 ноября 2016) — австралийский легкоатлет, выступавший в спортивной ходьбе и кроссе. Участник летних Олимпийских игр 1952 и 1956 годов.

## Биография
Дон Кин родился 12 ноября 1930 года в австралийском городе Перт.
Выступал в легкоатлетических соревнованиях за «Гленханти». Семь раз становился чемпионом Австралии в ходьбе на 2 мили (1950—1954, 1957—1958) и ещё пять медалей на других дистанциях. Также участвовал в национальных соревнованиях по кроссу.
В 1952 году вошёл в состав сборной Австралии на летних Олимпийских играх в Хельсинки. В ходьбе на 10 км занял в полуфинале 5-е место с результатом 46 минут 55,2 секунд, в финале —10-е (47.37,0), уступив 2 минуты 34,2 секунды завоевавшему золото Йону Микаэльссону из Швеции.
В 1956 году вошёл в состав сборной Австралии на летних Олимпийских играх в Мельбурне. В ходьбе на 20 км занял 6-е место с результатом 1 час 33 минуты 52,0 секунды, уступив 2 минуты 24,6 секунды завоевавшему золото Леониду Спирину из СССР.
Умер 10 ноября 2016 года.

## Личный рекорд
- Ходьба на 20 км — 1:30.22 (1956)[2]